# Kamar Baleh
Kamar Baleh (persiska: كَمَر بَلِه, كَمَر بَگ, کمر بله) är en ort i Iran.   Den ligger i provinsen Lorestan, i den västra delen av landet, 400 km sydväst om huvudstaden Teheran. Kamar Baleh ligger 1 312 meter över havet och antalet invånare är 219.
Terrängen runt Kamar Baleh är kuperad åt sydväst, men åt nordost är den platt. Runt Kamar Baleh är det ganska tätbefolkat, med 52 invånare per kvadratkilometer. Närmaste större samhälle är Kūhdasht, 16,3 km nordost om Kamar Baleh. Omgivningarna runt Kamar Baleh är i huvudsak ett öppet busklandskap.